# Nina Kandinski
Nina Kandinski, nacida Nina Nikoláyevna Andréyevskaya (Tula,Imperio ruso, 1899 (?)-Gstaad, Suiza, 1980) fue una mecenas rusa, nacionalizada francesa, creadora del Premio Kandinski y administradora y gestora de la obra de Vasili Kandinski.

## Biografía
Su madre era Olga Platónova y su padre un oficial que falleció en 1905 en la Guerra ruso-japonesa. Nina completó en la Universidad dos cursos en historia y filosofía. Le gustaba la pintura, la poesía y la música, pero no tenía especiales conocimientos en arte cuando conoció a Kandinsky. Su primer encuentro fue a través de una conversación telefónica, cuando ella tenía 17 años y él 50. Según ella, este primer contacto  inspiró la  acuarela titulada À une voix  (A una voz), que fue el primer regalo del pintor a la que se convirtió en su segunda mujer unos meses después, el 11 de febrero de 1917. Desde entonces nunca se separaron hasta la muerte de él, en 1944. 

Fueron de luna de miel a Finlandia, y otra acuarela representa una de las etapas de este viaje: Imatra, (Imatra) en febrero de 1917. Nina Kandinski está representada en un lado como niña con los ojos bajos, y por el otro, como mujer casada, con los ojos abiertos. En Helsinki les sorprendieron los acontecimientos políticos que dieron lugar a la abdicación del zar y la revolución rusa (revolución de febrero). Después regresaron a Moscú.

A una voz desconocida, 1916.
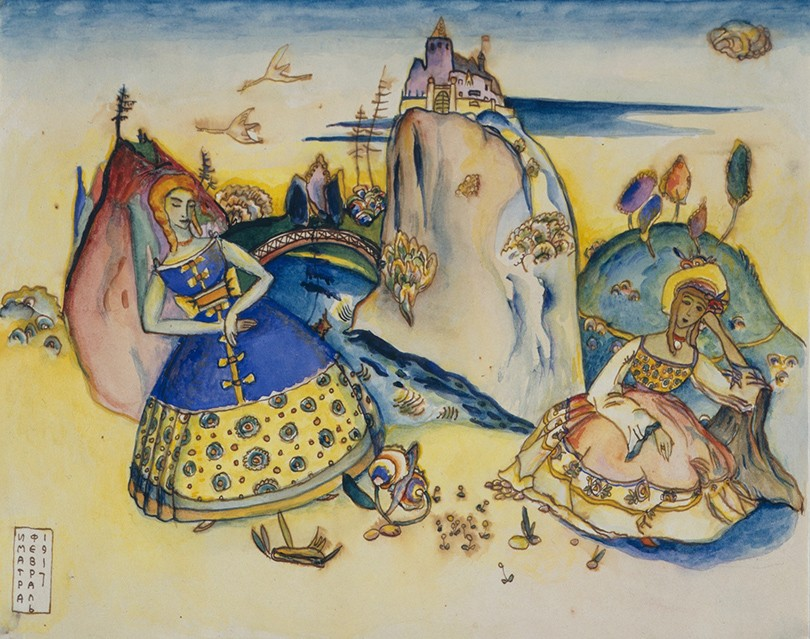
Imatra, febrero de 1917.

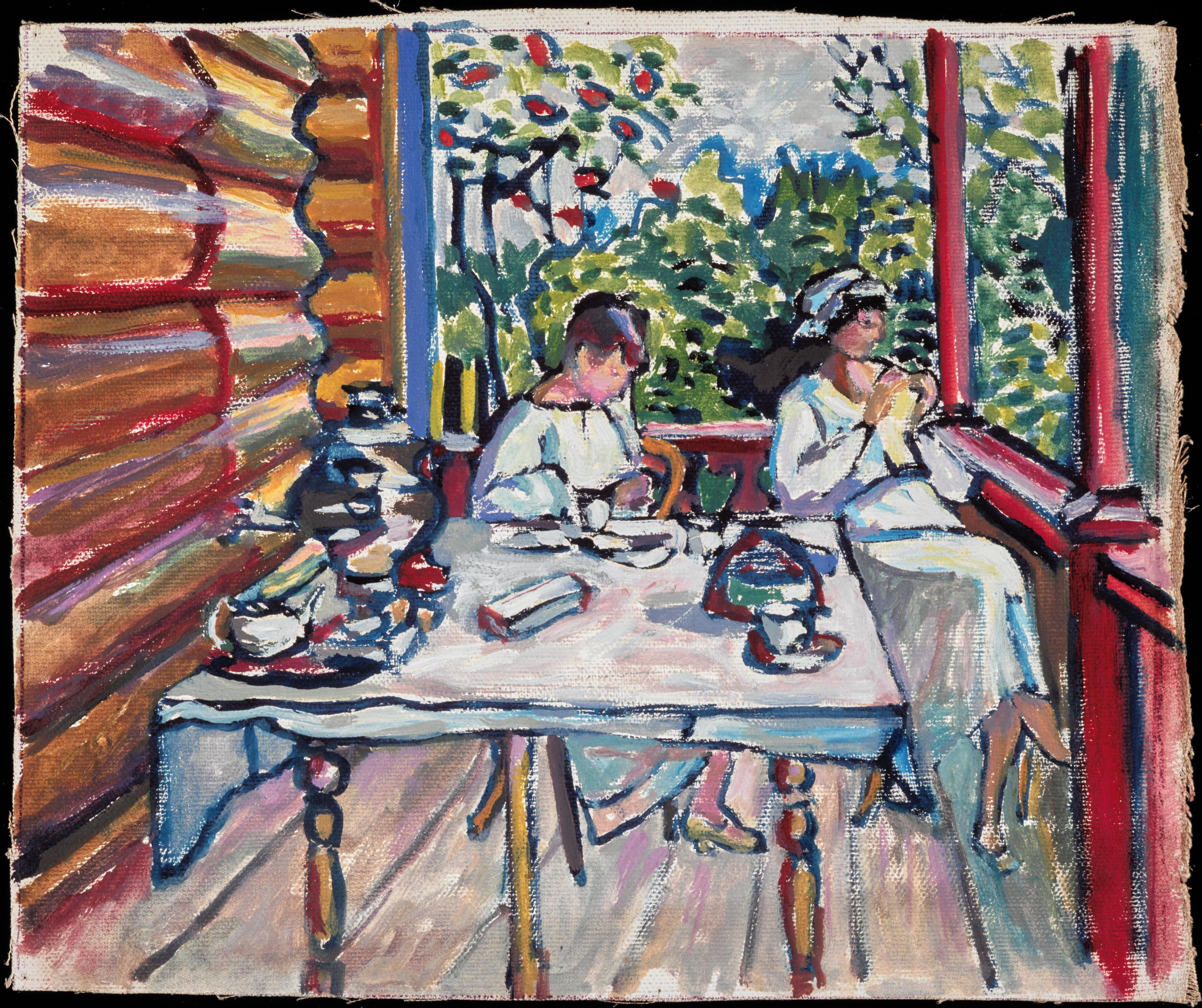
Ajtyrka. Nina y Tatiana en la terraza, 1917.

Pasaron el verano juntos en Ajtyrka, donde conoció a la primera esposa de su marido. Un óleo sobre lienzo ilustra especialmente este periodo: Nina Kandinski, embarazada, con su hermana Tatiana, cosiendo.Su hijo, Vsevolod Kandinski, nació en septiembre de 1917 y murió unos años más tarde, el 16 de junio de 1920.
Nina Kandinski acompañó a su marido durante su trabajo de organización del Instituto de Cultura Artística, en Moscú. En 1921 dejaron esta ciudad y se dirigieron a Alemania, durante el desarrollo de la Escuela de la Bauhaus. En esos años, mientras Vassily prosperaba en su labor docente, Nina apoyó y registró las actividades y vida en la Bauhaus.
Tras el ascenso del nazismo viajaron a París a finales de 1933.Durante la ocupación alemana de Francia en 1940, huyeron a Cauterets, en los Pirineos, y regresaron a París a finales de agosto. La pareja rechazó la oferta de Varian Fry de emigrar a los Estados Unidos vía Marsella.

## Trayectoria
Tras la muerte de Vasili Kandinski en 1944, y durante una treintena de años, Nina Kandinski continuó difundiendo el trabajo de su marido y dando a conocer su obra, con una dedicación. Catalogó cuidadosamente, distribuyó de forma organizada las obras, controlaba las exposiciones, vendía de forma calculada los cuadros a museos o coleccionistas para asegurar su estudiada mercantilización, encargaba y supervisaba los catálogos y obras sobre él, expendía los certificados de autenticidad y denunciaba las falsificaciones. De esta forma, la obra del pintor fue exhibida de forma estratégica.
Nina Kandinski creó en 1946 el Premio Kandinski  de Francia (no confundir con el homónimo Premio Kandisky-Rusia), destinado a promover a jóvenes artistas en el campo de la abstracción. Fue otorgado por primera vez a Jean Dewasne. Entre otros, lo recibieron los españoles Pablo Palazuelo en 1952  y Eduardo Chillida en 1960. El premio incluía una Exposición en la galería Denise René de París.
Con la participación del experto Werner Krüger, Nina publicó en ruso en 1973 sus memorias (Kandinsky et moi, en versión francesa). No obstante algunos críticos piensan que incluye ciertas exageraciones, se considera un testimonio de un momento fundamental de la historia del arte moderno y de las tendencias artísticas e intelectuales que se desencadenaron en aquel momento artístico del siglo XX. Estas memorias, como las fotografías que tomó en Dessau, tanto las que ella misma tomó como las que custodió, describen y representan la vida y la creación y desarrollo de la Bauhaus. 
Entre las actividades de Nina Kandisky de noviembre de 1978 estuvo la primera retrospectiva en España de la obra de Kandisnky (1923 a 1944), que tuvo lugar en la Fundación Juan March, en el trascurso de la cual dio conferencias y presentó la exposición en rueda de prensa.
En diciembre de 1979 Nina Kandisnki creó la Kandinsky Society, encargada de la promoción de su obra,  para supervisar los catálogos y la autenticación de su trabajo y facilitar el estudio de su obra. Fue disuelta en 2015.
Nina regaló a Moscú tres cuadros de Vasili Kandinski: uno de su periodo parisino fue a la Galería Tretiakov y dos de su periodo Bauhaus al Museo Pushkin.  Poco antes de su fallecimiento, en testamento ológrafo, el 12 de enero de 1980, legó todas las obras que poseía al Centro Georges-Pompidou de París, donde se pueden contemplar en su mayor parte.

### Fallecimiento
En  septiembre de 1980 Nina Kandinski murió durante un asalto en su chalet Esmeralda en Gstaad.El asesinato nunca fue resuelto. Ninguna de las obras de Kandiski fue robada. El asalto pudo estar motivado por el robo de su famosa colección de joyas ya que, de hecho, era una clienta fiel de la casa Van Cleef & Arpels.
Fue enterrada en el nuevo cementerio de Neuilly-sur-Seine, como su esposo. La lápida común incluye las fechas biográficas de Vasili Kandinski pero no las de su esposa Nina. Ella mantuvo en secreto su verdadero año de nacimiento, pues afirmó que quería seguir teniendo siempre veinte años y se negó a celebrar ningún otro cumpleaños.
Cuando murió, Nina Kandinski dejó una fortuna estimada en 20 millones de francos suizos, sin que se conociera ningún heredero potencial. Los familiares maternos fueron identificados en Francia en el marco de una investigación sucesoria. Muchos miembros de la nobleza rusa habían emigrado a Francia después de 1917, incluidos familiares de Nina Kandinski, que se había convertido después en ciudadana francesa. No se pudo identificar ningún heredero legítimo por parte paterna, por lo que la mitad del patrimonio de Nina Kandinski pasó al Estado francés.

## Publicaciones
- Kandinsky und ich, avec la collaboration de Werner Krüger, Munich : Kindler, 1976, ISBN 3-463-00678-2
- Kandinsky wie er lebt, dans : Hommage à Wassily Kandinsky, traduction de Barbara Lindemann, Wiesbaden : Ebeling, 1976, p. 95-100

## Archivo
- El archivo Vasili Kandinski y el apartado de Nina Kandinski se conservan en la Biblioteca Kandinski, en el Centro Pompidou de París.